# Páfrányfenyők
A páfrányfenyők (Ginkgophyta) a növényvilág (Plantae) egyik törzse. A páfrányfenyők kialakulása párhuzamosan zajlott a többi nyitvatermő-törzs evolúciójával, közelebbi kapcsolatuk egyikkel sincsen. Megtévesztő a sok hasonlóság a cikászok törzsével (Cycadophyta). Hangsúlyozni kell, hogy ez csupán az ősi magvas növények pleziomorf sajátossága és nem a közelebbi rokonság jele.

## Származásuk, elterjedésük
Ősi csoport, amely virágkorát a földtörténeti középkor jura időszakában élte. Mára egyetlen fajuk maradt fenn: a Dél-Kínában honos Ginkgo biloba, amely ezért élő kövületnek számít.

### Kihalt alakok
Mintegy 20 kihalt fajukat ismerjük, elsősorban levél- és virágmaradványokból. A legkorábbi fajok levele még osztottabb volt, mint a Ginkgo bilobáé több (akár 7–10) magkezdeményük ült egy tengelyen; ezek mind maggá is fejlődtek. Ismertebb kihalt nemek és fajok: Trichopitys heterophylla (a legkorábbi fosszilis lelet villás hajtásrendszerrel, valódi lemezes levele még nincs), Baiera (perm–alsó-ktéta, erősen osztott levelű), Ginkgoites (már kevésbé osztott a levél, széles karéjok), Arctobaiera (levele alig osztott, nincs levélnyél), Windwardia croocalli (5–6 keskeny karéj, levélnyél nincs), Ginkgo adianthoides (harmadkori, levele 2–3 karéjú, középen mély hasítékkal).

## Megjelenésük, felépítésük

### Vegetatív szerveik
Elágazó törzsük 30 m magasra is nőhet. A levelek tipikus legyező alakúak 2 vagy 3 bevágással; alakjuk egyedenként is változatos. Erezetük villásan elágazó; ez igen ősi voltukra utal. A törzs szerkezete a tűlevelűekére emlékeztet, ezért is sorolták őket sokáig a csikófarkvirágúak (Coniferophytina) közé.

### Szaporító szerveik
Kétlaki növények. A termős és porzós példányok erőse különböznek egymástól — nemcsak morfológiailag, de sejttanilag is. A porzós virágzat barkaszerű, a pollenzsákok nyelesek, és egy hosszabb tengelyen ülnek. A pollen alakja a cikászokéra (Cycadophyta) emlékeztet (elliptikus, szinte gömbös), rajta légzsákok nincsenek. A páfrányfenyők szélbeporzású növények. A termős virágzatra jellemző stachiospermia (stachiosporia), azaz a magkezdemények tengelyek végén ülnek (számuk 2, de csak az egyik fejlődik maggá). A termőlevél (macrosporophyllum) erősen redukálódott, nem más, mint a magkezdemény alapjánál lévő duzzadmány, mely a megporzást követően elhúsosodik és beburkolja a magkezdeményt. Éréskor kellemetlen szagú, a benne lévő vajsav (butánsav) miatt. Megtermékenyítési folyamatuk hasonló, mint a cikászoké. A mikropile alatt pollenkamra fejlődik a nucelluszban, mely a cukortartalmú folyadékot választ ki. Ennek hatására a virágpor (már a pollenkamrában) tömlőt (sipho) hajt. Ennek feladata nem a spermatozoidok elvezetése a petesejthez, hanem a hím gametofiton rögzítése és táplálása. A spermatozoidok a cikászokéhoz hasonlóak, csavarvonalban található rajtuk csillókoszorú. A megtermékenyítés csak akkor következik be, ha termős virág lehullik az anyanövényről (ez emlékeztet arra, hogy még a harasztoknál a női előtelep független gametofiton nemzedék). Ezt követi az embrióképzés. A sziklevelek száma 2 vagy 3. Érdekes sajátosságuk az ivari kromoszómák jelenléte (női, termős példány: XX kromoszómapár; hím, porzós példány: XY kromoszómapár).

## Életmódjuk, termőhelyük
Ezek a lombhullató fák igen nagy kort érhetnek meg.